# Fukang
Fukang (阜康市S) è una città-contea della Cina, situata nella regione autonoma di Xinjiang e amministrata dalla prefettura autonoma hui di Changji.